# جون هاريس
جون هاريس (بالإنجليزية: John Harris)‏ (و. 1950 – م) هو فيزيائي من الولايات المتحدة الأمريكية . وهو عضواً في الجمعية الفيزيائية الأمريكية .